# Iditarod
Iditarod – wyludnione miasto znajdujące się w okręgu Yukon–Koyukuk, w stanie Alaska, w Stanach Zjednoczonych.

## Geografia
Iditarod znajduje nad rzeką o tej samej nazwie. Najbliższą miejscowością jest Flat, położone 11 km na południowy wschód od Iditarod.

## Historia
Miasto Iditarod zostało nazwane na cześć znajdującej przy mieście rzeki Iditarod. Nazwa Iditarod pochodzi od słowa Haidilatna używanego w rodzinie języków atapaskańskich. Athabascan pochodzi od słowa Haidilatna.
W 1920 roku miejscowość była zamieszkana przez 50 osób.